# Lavorgo
Lavorgo è una frazione di 150 abitanti del comune svizzero di Faido, nel Canton Ticino (distretto di Leventina). Fino al 2005 è stato frazione di Chiggiogna, comune che nel 2006 è stato accorpato a Faido assieme agli altri comuni soppressi di Calonico e Rossura. Vi sorge l'oratorio di Santa Petronilla, costruito nel 1662.
Nei suoi pressi, lo scrittore-macchinista ferroviario svizzero Emilio Geiler, ha ambientato il romanzo  L'Espresso del Gottardo 41 è scomparso, in cui un convoglio, a seguito di un crollo, resta imprigionato per una settimana con circa duecento persone a bordo.